# Strafwurf (Wasserball)
Der Strafwurf beim Wasserball ist eine Strafe für einen Spieler.
nachzulesen im § 340 des wasserballspezifischen Teils der Wettkampfbestimmungen des DSV.

## Strafwurffehler
Es muss auf Strafwurf für eine Mannschaft zuerkannt werden, wenn
1. ein Spieler (außer dem verteidigenden Torwart im Fünf-Meter-Raum) der verteidigenden Mannschaft im Fünf-Meter-Raum einen Pass oder Schuss der angreifenden Mannschaft versucht mit beiden Händen zu fangen oder abzuwehren;
2. ein Spieler (außer dem verteidigenden Torwart im Fünf-Meter-Raum) im Fünf-Meter-Raum beide Arme aus dem Wasser hält und dadurch der Versuch ersichtlich ist, dass er den Pass der angreifenden Mannschaft abzublocken;
3. ein Spieler der verteidigenden Mannschaft das Tor berührt;
4. ein Spieler der verteidigenden Mannschaft einen angreifenden Spieler foult und der Schiedsrichter davon ausgegangen ist, dass der Angreifer ein Tor hätte schießen können;
5. ein Spieler der verteidigenden Mannschaft den Ball unter Bedrängnis durch einen Gegner unter Wasser drückt. Die Ausnahme bildet hier der Torwart, wenn er einen Torschuss parriert hat und den Ball ein wenig unter Wasser drückt. Wird er allerdings nach dem Schuss von einem Gegner bedrängt, so trifft diese Regel zu;
6. ein Spieler der verteidigenden Mannschaft einen angreifenden Spieler innerhalb des Fünf-Meter-Raumes schlägt oder tritt. Der Versuch ist strafbar. Zusätzlich zu diesem Strafwurffehler muss dieser Spieler eine Hinausstellung ohne Ersatz bekommen.
7. ein Trainer eine unberechtigte Auszeit nimmt.
8. ein Spieler der verteidigenden Mannschaft (außer dem verteidigenden Torwart) den Ball mit der geballten Faust zu schlagen.
9. ein Trainer versucht ein Tor zu verhindern.

## Strafwurf
1. Zwischen der Verhängung und der Ausführung eines Strafwurfs ist das Auswechseln von Spielern verboten.
2. Der Strafwurf muss von einem Spieler der Mannschaft ausgeführt werden, der er zu gesprochen wurde.
3. Der Strafwurf wird von irgendeiner Stelle der Fünf-Meter-Linie (gelb) ausgeführt.
4. Der Wurf muss direkt, unmittelbar (also nicht verzögert) und in einer Bewegung nach dem Anpfiff durch den Schiedsrichter ausgeführt werden. Der Schiedsrichter steht auf der Schussarmseite des Spielers.
5. Der verteidigende Torwart muss auf der Torlinie stehen. Wenn er nicht auf der Torlinie steht, muss ihn der Schiedsrichter auf die Torlinie zurückweisen. Wenn er dann immer noch nicht auf der Torlinie steht, so muss er ausgeschlossen werden. Ein Spieler verteidigenden Mannschaft, der sich zu diesem Zeitpunkt im Wasser befindet darf den Torhüter ohne die Rechte eines Torwarts vertreten.
6. Der Strafwurfausführende muss sich in Ballbesitz befinden.
7. Der Schiedsrichter senkt mit dem Anpfiff seinen Arm, welches dem Pfiff gleichgestellt ist.
8. Wurde der Strafwurf falsch ausgeführt, so geht mit Torabwurf für die bestrafte Mannschaft weiter.
9. Alle Spieler, bis auf den verteidigenden Torwart, müssen den Fünf-Meter-Raum verlassen und mindestens 2 Meter vom Strafwurfausführenden entfernt sein. Es dürfen nur Spieler der verteidigenden Mannschaft neben (2 m entfernt) dem Schützen Stellung beziehen.
10. Wenn ein Spieler der verteidigenden Mannschaft stört und der Schütze
a) erzielt kein Tor, so muss dieser Spieler mit Ersatz ausgeschlossen werden. Der Strafwurf muss wiederholt werden.
b) erzielt ein Tor, so ist dieser Spieler mit Ersatz auszuschließen.